# Menophra dannehli
Menophra dannehli är en fjärilsart som beskrevs av Noak. Menophra dannehli ingår i släktet Menophra och familjen mätare. Inga underarter finns listade i Catalogue of Life.